# Ectropis dentilineata
Ectropis dentilineata är en fjärilsart som beskrevs av Moore 1867. Ectropis dentilineata ingår i släktet Ectropis och familjen mätare. Inga underarter finns listade i Catalogue of Life.